# Деттінген-ан-дер-Ермс
Деттінген-ан-дер-Ермс (нім. Dettingen an der Erms) — громада в Німеччині, знаходиться в землі Баден-Вюртемберг. Підпорядковується адміністративному округу Тюбінген. Входить до складу району Ройтлінген.
Площа — 15,81 км2. Населення становить 9728 ос. (станом на 31 грудня 2020).